# Walter Rasquin
 Walter Manuel Rasquin Monascar (nacido en Caucagua, Miranda, Venezuela, el 21 de marzo de 1996), es un beisbolista profesional venezolano que juega en las posiciones de segunda base en la Liga Venezolana de Béisbol Profesional, juega con el equipo Leones del Caracas.

## Carrera en el Béisbol

### 2013
El 21 de agosto de 2013, Walter Rasquin es asignado a Los DSL Mets1 de la Dominican Summer League, de la clase Rookie, como 1B, 2B y C.

### 2014
El 30 de mayo de 2014, Walter Rasquin es asignado a Los DSL Mets2 como 3B.

### 2015
El 22 de junio de 2015,	Walter Rasquin es asignado a Los DSL Mets  de la Gulf Coast League , de la clase Rookie,como 3B.

### 2016
El 22 de junio de 2016,	Walter Rasquin es asignado a Los Kingsport Mets  de la   Appalachian League,como 2B. Rasquin se destacó con los Kingsport Mets al impulsar tres carreras en el encuentro contra los Bristol Pirates. El antesalista de la filial Rookie de los Mets de Nueva York bateó dos inatrapables, uno de ellos un triple, en cuatro turnos al bate. Esta temporada, Rasquin es uno de los líderes de su equipo con un AVG. de .320 que lo posiciona en el tercer lugar, y además ocupa el primer puesto en hits conectados con 41.

### 2017
El 19 de junio de 2017,	Walter Rasquin es asignado a Los Brooklyn Cyclones  de la  New York–Penn League, de la Clase A temporada corta. Al pasar su registro de bases robadas número 31 de la temporada 2016, Walter Rasquin estableció un récord de franquicia para las bases robadas de una sola temporada. Rasquin rompió la marca que tenía Ángel Pagan, quien se robó 30 bases para los ciclones en su temporada inaugural en 2001. Rasquin entró a la semana con 25 bases robadas, pero aumentó el ritmo al pasar dos bases el lunes, otra el miércoles y un par el jueves en la cartelera doble contra Lowell. En la copa de la noche, Rasquin también anotó su primer jonrón del año, un tiro al jardín izquierdo. El jugador de 21 años fue nombrado New York-Penn League All Star en agosto, y obtuvo un Promedio de bateo .300 / .342 / .417 con un NYPL mejor de 21 dobles en el año.
EL 9 de octubre de 2017, Walter Rasquin es asignado a con la organización de Los Leones del Caracas de la Liga Venezolana de Béisbol Profesional para la Temporada 2017-18.
13 de octubre de 2017, hace su debut con Los Leones del caracas como bateador designado, aparece en dos ocasiones en el plato pero es ponchado en los turnos y es sustituido por Harold Castro.
El 16 de octubre de 2017, Walter Rasquin conecta su primer Hit y su primera carrera empujada en la Liga Venezolana de Béisbol Profesional.